# Moenkhausia diktyota
Moenkhausia diktyota är en fiskart som beskrevs av Lima och Toledo-piza 2001. Moenkhausia diktyota ingår i släktet Moenkhausia och familjen Characidae. Inga underarter finns listade i Catalogue of Life.